# Принципи економічної науки (Карл Менгер)
Принципи економічної науки (нім. Grundsätze der Volkswirtschaftslehre; 1871) — книга австрійського економіста Карла Менгера, з якої почалася Австрійська школа економіки і отримала розвиток неокласична економічна теорія. Це був один із перших сучасних трактатів, який містив розвиток теорії граничної корисності.

## Огляд
Менгер висунув свою теорію про те, що гранична корисність товарів, а не витрата праці, є джерелом їх вартості. Ця маржиналістська теорія вирішила парадокс алмазу-води, який спантеличував класичних економістів: той факт, що людство вважає алмази набагато ціннішими за воду, хоча вода є набагато важливішою.
Менгер підкреслює невизначеність у прийнятті економічних рішень, спростовуючи концепцію «homo oeconomicus» або досконало-раціональну людину, яка була повністю поінформована про всі обставини, які впливають на її рішення. Це було відхиленням від класичної та неокласичної економічної думки. Менгер стверджує, що таких досконалих знань ніколи не існує, і тому вся економічна діяльність передбачає ризик. Роль підприємців полягає у зборі та оцінці інформації та вживанні заходів щодо цих ризиків.
Менгер вважає, що час є коренем невизначеності в економіці (див. Часова преференція). Оскільки виробництво вимагає часу, то виробники не мають певності щодо попиту чи пропозиції на свій товар. Таким чином, ціна готової продукції не схожа з витратами на виробництво, оскільки вони представляють ринкові умови в дуже різні моменти часу.
Трудова теорія вартості стала поясненням, до якого дійшов Адам Сміт серед інших, й марксистська школа економіки досі покладається на цю теорію. Теорія вартості праці полягає у тому, що цінність предмета залежить від праці, яка пішла на його виробництво, включаючи будь-яке навчання чи інвестиції, що доповнювали працю.
На думку економістів-неокласиків, теорія вартості праці не пояснює коливання цін для різних видів праці, а також не пояснює, як знайдені блага можуть бути більш цінними, ніж вироблені блага.
Гранична корисність як джерело цінності означала, що сприйнята потреба в об'єкті диктується цінністю на індивідуальному, а не на загальному (суспільному) рівні. Наслідком цього є те, що індивідуальний розум є джерелом економічної вартості.
Хоча Менгер прийняв теорію граничної корисності, він зробив відхилення від роботи інших піонерів-неокласиків . Найголовніше, що він принципово відкинув використання математичних методів, наполягаючи на тому, що функція економіки полягає у дослідженні суті, а не конкретних кількостей економічних явищ.

## Зміст
Передмова. КАРЛ МЕНГЕР (написана Фрідріхом Гаєком)
Передмова. ВІД АВТОРА
Частина перша. ЗАГАЛЬНЕ ВЧЕННЯ ПРО БЛАГО
Частина друга. ЕКОНОМІКА ТА ЕКОНОМІЧНІ БЛАГА
Частина третя. ВЧЕННЯ ПРО ЦІННІСТЬ
Частина четверта. ВЧЕННЯ ПРО ОБМІН
Частина п’ята. ВЧЕННЯ ПРО ЦІНУ
Частина шоста. СПОЖИВЧА І МІНОВА ЦІННІСТЬ
Частина сьома. ВЧЕННЯ ПРО ТОВАР
Частина восьма. ВЧЕННЯ ПРО ГРОШІ
ДОДАТКИ

## Видання
Незважаючи на своє значення для розвитку економічної науки, книга залишилася неповною. Передавши кафедру в 1903 році своєму учневі Фрідріху фон Візеру, Менгер зосередився на науковій роботі. Померши в 1921 році він так й не завершив запланованого другого видання «Принципів економічної науки». Складена з рукописів книга була опублікована його сином у 1923 році.
З рукописних начерків, про які розповів у Вступі до другого видання син автора, Менгер вважав свій твір лише першою частиною великої праці. У другій частині він припускав описати «відсоток, заробітну плату, ренту, дохід, кредит і паперові гроші»; в третій, «прикладній» частини — теорію виробництва і торгівлі; в четвертій — критику існуючої економічної системи і пропозиції щодо реформи економіки.

## Переклади
За деякими даними, перший переклад російською було зроблено Романом Орженцьким 1901 р., коли він обіймав посаду приват-доцента Новоросійського університету (м. Одеса).
В українському перекладі книгу видано у квітні 2022 р. видавництвом К.І.С. та Інститутом вільної економіки.
- Менгер К. Принципи економічної науки. Перша загальна частина / Карл Менгер ; пер. з нім. О. Бялової. — Київ : К.І.С., 2022. — 304 с. ISBN 978-617-684-272-9

## Сприйняття
Лауреат Нобелівської премії з економіки 1974 Фрідріх фон Гаєк так охарактеризував твір Карла Менгера: «… ні в економічній теорії, ні в будь-якій іншій галузі знань не може бути багато історій, коли б роботи автора, революціонізувати вже сформовану науку і отримав визнання як новатор, залишалися б настільки ж мало відомими, як роботи Карла Менгера. Важко уявити іншу ситуацію, коли робота на кшталт Grundsätze, яка зуміла надати стійкий і сильний вплив, залишалася, в силу чисто випадкових збігів, настільки мало відомою.»
Інший економіст Кнут Вікселль так характеризує працю Карла Менгера: «Після „Principles“ Рікардо не було книги …, яка зробила так само великий вплив на розвиток економічної теорії, як Grundsätze Менгера». Фрідріх фон Візер пішов далі і назвав цю працю «архимедовой точкою опори, за допомогою якої можна переробити існуючу систему економічної думки».
Людвіг фон Мізес назвав книгу найкращим вступом до Австрійської школи економіки. Також Мізес в автобіографічних замітках стверджує, що саме ця книга зробила його економістом.